# Vol (aéronautique)
Pour les articles homonymes, voir Vol.

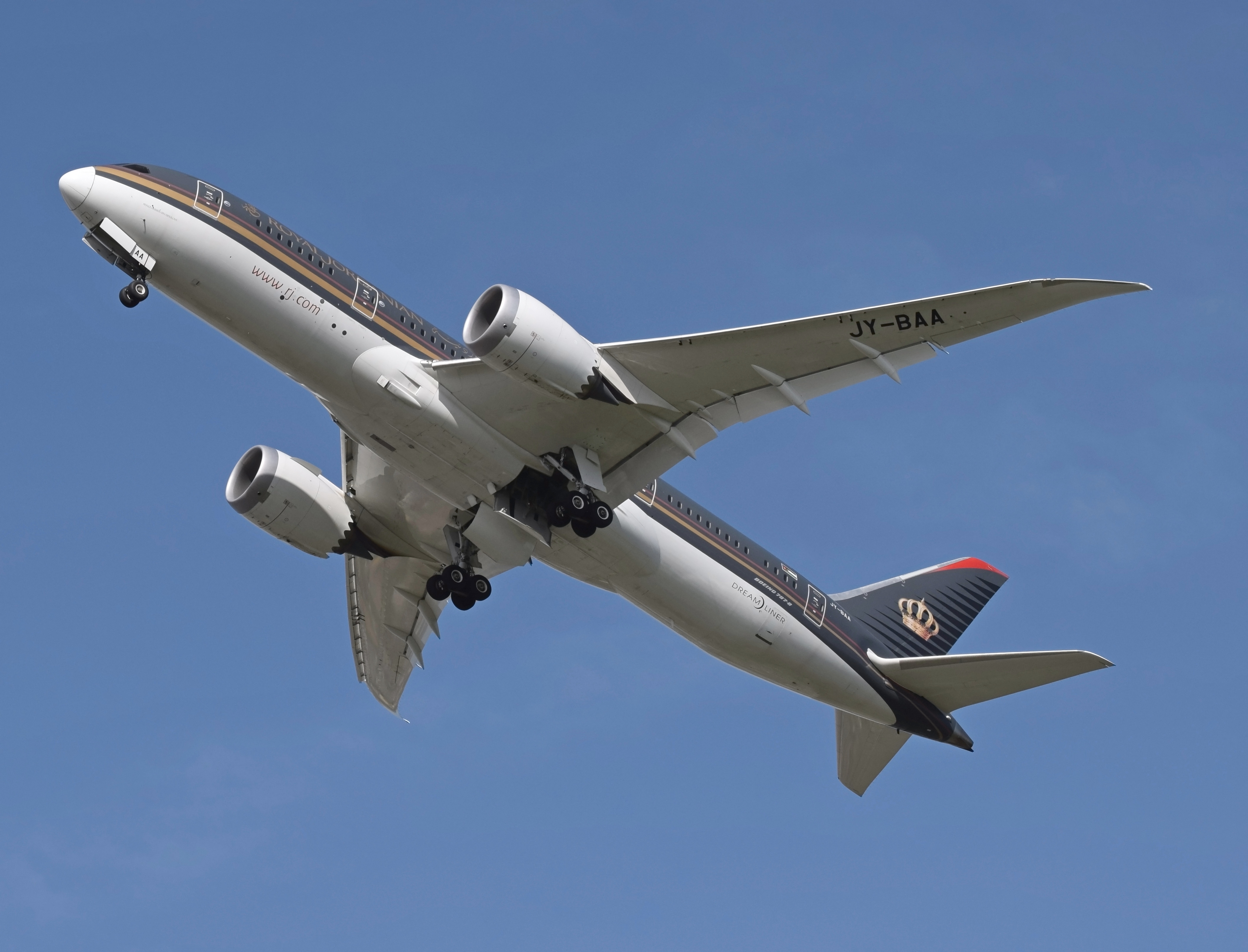
Un « plus lourd que l'air » en vol : un Boeing 787 de Royal Jordanian Airlines prêt à atterrir à Londres-Heathrow en 2015.

Le vol, dans le cadre de l'aéronautique, consiste à compenser l'attraction exercée par une planète sur un aéronef afin qu'il en quitte la surface.
La Terre étant pourvue d'une atmosphère, le vol est possible suivant l'une des techniques suivantes :
- être plus léger que l'air ambiant ; c'est le domaine des aérostats ;
- utiliser sa vitesse de déplacement par rapport à l'air pour créer une portance aérodynamique; c'est le domaine des aérodynes ;
- utiliser la réaction à une projection.

## Les plus légers que l'air
Selon le principe d'Archimède, tout corps plongé dans un fluide (liquide ou gaz) subit une poussée verticale, de bas en haut, égale au poids du volume de fluide déplacé. 
Un corps, libre de se déplacer dans l'atmosphère, et d'une densité inférieure à celle de l'air, décolle. C'est le domaine des ballons. Il y a deux moyens d'obtenir cette faible densité.
- En chauffant l'air contenu dans une enveloppe (ouverte à la base). Ce sont les montgolfières
- En remplissant une enveloppe fermée par un gaz plus léger que l'air (l'hydrogène « très inflammable », l'hélium).

## Les forces aérodynamiques
Le théorème de Bernoulli décrit depuis 1739 cet effet physique fondamental de l'aéronautique moderne.
- Si on déplace un solide horizontalement dans l'air, celui-ci exerce une force ayant une composante horizontale de résistance, la traînée et, une composante verticale, la portance.
- Le rapport entre la portance et la traînée dépend de la forme du solide, le Cx ou son profil aérodynamique.
- C'est grâce  en particulier au profil de ses ailes qu'un avion vole.
- Quand un avion vole horizontalement à vitesse constante, la traînée est équilibrée par la traction exercée par « le moteur », la portance équilibre le poids.

## Réaction à une projection
Le vol par réaction à une projection repose sur les principes d'action et de réaction (Troisième loi de Newton). Par exemple, un canon recule au moment où il tire un obus.
De la même manière, si un moteur projette de la matière, il reçoit une poussée en sens opposé. C'est le domaine des fusées (et des missiles) où l'air ne joue plus qu'un rôle secondaire et servant à diriger l'engin.